# Берзиньш, Борис
Борис Августович Берзиньш (латыш. Boriss Bērziņš , 7 октября 1930, Рига — 11 февраля 2002 года, Рига) — советский и латвийский художник, живописец, график и педагог. Народный художник Латвийской ССР (1989), член-корреспондент Академии художеств СССР (1988).
В 1947−1952 годах Борис Берзиньш учился в Рижской художественной школе имени Яниса Розентала.
В 1952 году поступил в Академию художеств Латвийской ССР и закончил её в 1959 году.
С 1955 года участвует в выставках. С 1961 года — член Союза художников.
Начиная с 1964 года преподает в Латвийской академии художеств.
В 1973 году состоялась первая персональная выставка художника в Латвийском национальном музее (всего на счету художника около 50 коллективных и 15 персональных выставок).
Борис Берзиньш — кавалер Ордена Трех звезд, пожизненный стипендиат Государственного фонда капитала культуры, получил приз Спидолы Латвийского фонда культуры за пожизненный вклад в искусство.
В 2002 году по завещанию художника все работы были переданы Латвийскому национальному музею.

## Персональные выставки при жизни художника
- 1973 — Латвийский Национальный Музей, Рига
- 1974 — Персональные выставки вместе с Расмой Брузите в музеях Лиепаи и Кулдиги, Латвия.
- 1981 — Музей истории Доле, остров Доле, Латвия
- 198? — Союз архитекторов, Рига, Латвия
- 1984 — культурный центр в Айвиексте, Латвия
- 1989 — Картинная галерея в Челябинске, Россия
- 1990 — Академия искусств СССР, Москва, Россия
- 1990 — Дом советской науки, культуры и искусства, Дели, Индия
- 1992 — галерея «Колонна», Рига, Латвия
- 1994 — галерея «Бастейс», Рига, Латвия
- 1996 — Бауский региональный и художественный музей
- 1998 — галерея Даугава, Рига, Латвия
- 2001 — галерея Даугава, Рига, Латвия

## Семья
Жена — скульптор Расма Брузите (1919—2001)